# Caryanda yangmingshana
Caryanda yangmingshana is een rechtvleugelig insect uit de familie veldsprinkhanen (Acrididae). De wetenschappelijke naam van deze soort is voor het eerst geldig gepubliceerd in 2003 door Fu & Zheng.